# Ida Obenauer
Ida Obenauer (* 24. April 1875 in Saarbrücken; † 22. April 1957 ebenda) war Mitglied der Bekennenden Kirche und eine Vorkämpferin für die Stellung der Frau in Kirche und Gesellschaft und fand im kirchlichen Ehrenamt ihre Erfüllung.

## Leben

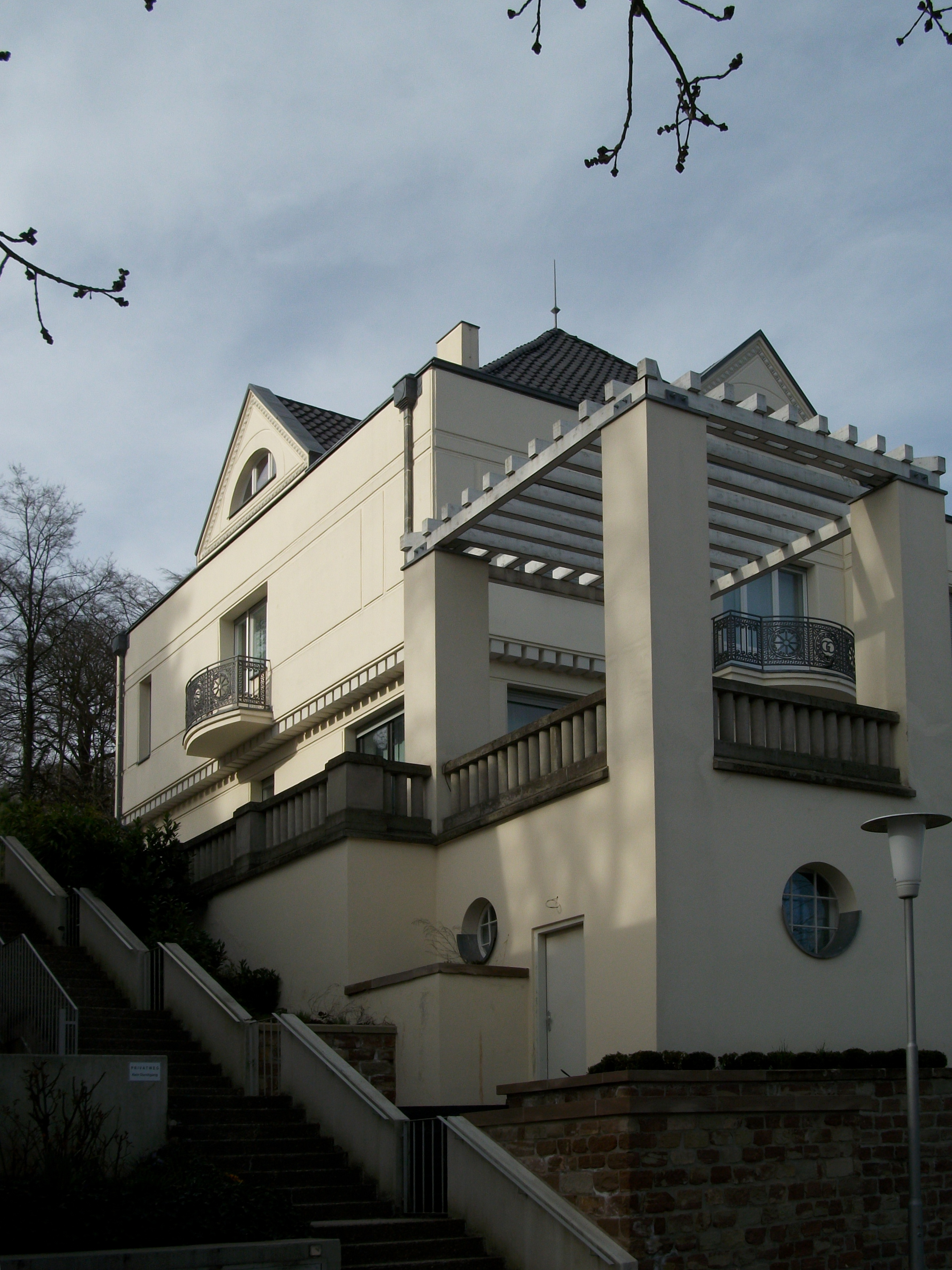
Villa Obenauer, Wohnsitz der Ida Obenauer (1875―1957)

Ida Obenauer war eine Tochter des Kaufmanns Friedrich Obenauer (1836–1917), der 1864  gemeinsam mit Theodor von St. George in Saarbrücken das „Material- und Farbwarengeschäft“, verbunden mit einer „Colonial-, Tabak- und Cigarren-Handlung“  eröffnet hatte.
Ihre Mutter war Karoline Braun (1841–1931). Mit ihrem Zwillingsbruder Albert wurde sie am 30. März 1890 konfirmiert, war aktiv in der Jugendarbeit sowie in der Vorbereitung der Kindergottesdienste der evangelischen Kirchengemeinde Alt-Saarbrücken tätig und gehörte 1919 zu den Mitgründern der Evangelischen Frauenhilfe.
1921 wurde sie als erste Frau Mitglied des Presbyteriums. In Alt-Saarbrücken wurden vier Frauen in die erweiterte Gemeindeversammlung, die „Repräsentation“, gewählt, und aus diesem Gremium wurde Ida Obenauer ins Presbyterium gewählt. Erst mit der Änderung des Gemeindewahlgesetzes  vom 16. Juni 1920 wurde die Wählbarkeit für Frauen normiert.
Im Jahr darauf gründete sie den Saarverband der evangelischen Frauenhilfe, deren Vorsitzende sie in den Jahren von 1926 bis 1957 war.
Sie wurde 1925 als erste Frau Mitglied der Kreissynode in Saarbrücken und zugleich stellvertretendes Mitglied im Synodalvorstand.  Ab Juni 1930 war sie ordentliches Vorstandsmitglied.
Als Vorsitzende der Frauenhilfe in Alt-Saarbrücken gelang es ihr, 56 Vereine mit rund 14.000 Mitgliedern im Saargebiet zu organisieren. Ziel und Zweck war, das gesellschaftliche Engagement zu fördern und die Geselligkeit zu pflegen.
1931 erwarb der Saarverband der Frauenhilfe die Alte Mühle in Wiesbach und baute sie zum ersten Müttererholungsheim in der Region aus.
1934 wurde sie Mitglied der Bekennenden Kirche, die sich vehement gegen die Gleichschaltung der Kirchen im NS-Staat zur Wehr setzte und in Opposition zu den Deutschen Christen stand.
1938 wurde sie polizeilich verhört und  die von ihr gegründete Frauenhilfe Alt-Saarbrücken durch die Gestapo aufgelöst.
1950 gründete sie die Ida-Obenauer-Stiftung (Stiftung für Frauen- und Mütterarbeit).
Sie wurde am 25. April 1957 auf dem Friedhof in Alt-Saarbrücken beigesetzt.

## Ehrungen
- 2018: Umbenennung des Gemeindehauses in Ida-Obenauer-Haus[4].